# Lahille-Insel
Die Lahille-Insel (französisch Île Lahille) ist eine 5 km lange Insel vor der Graham-Küste des westantarktischen Grahamlands. Sie liegt 3 km westlich des Nuñez Point in der Einfahrt zur Leroux-Bucht.
Entdeckt wurde sie bei der Vierten Französischen Antarktisexpedition (1903–1905) unter der Leitung des Polarforschers Jean-Baptiste Charcot, der sie irrtümlich als Cap Lahille benannte. Diesen Irrtum klärte er bei der Fünften Französischen Antarktisexpedition (1908–1910) auf. Namensgeber ist der aus Frankreich stammende argentinische Ichthyologe Fernando Lahille (1861–1940).